# Evelyn De Morgan
Evelyn De Morgan (Londres, 30 de agosto de 1855 - 2 de maio de 1919) foi uma pintora britânica integrante do movimento da Irmandade Pré-Rafaelita muito embora por suas características possa melhor ser definida como simbolista.
Ela foi seguidora do Pré-Rafaelita Burne-Jones. Suas pinturas exibem espiritualidade; usa de temas da mitologia, da Bíblia e da literatura; o papel das mulheres; metáforas de luz e escuridão; vida e morte e, finalmente, alegorias da guerra. Participou ativamente das lutas sufragistas e foi uma artista bastante produtiva e bem-sucedida.

## Biografia

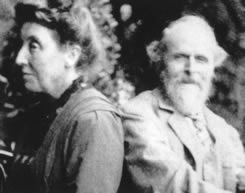
Evelyn e seu marido, William De Morgan

Nascida como Mary Evelyn Pickering, numa família de classe média alta, filha de um gravador estabelecido em Pontefract, e de Anna Maria Wilhelmina Spencer Stanhope que era irmã do artista John Roddam Spencer Stanhope, descendente de Thomas William Coke (I conde de Leicester).
Evelyn foi educada em casa e começou lições de desenho quando tinha 15 anos; na manhã de seu décimo sétimo aniversário ela registrou: "A arte é eterna, mas a vida é curta (...) Eu vou começar isso agora, não tenho nenhum momento a perder"; passou então a procurar convencer seus pais da permitir que frequentasse uma escola de belas-artes, mas estes a princípio a desencorajaram até que, em 1873, finalmente foi matriculada na Slade School of Fine Art, onde foi-lhe oferecida uma bolsa que lhe permitia três anos de auxílio financeiro - mas recusou porque isto a obrigava a fazer estudos de nus a carvão, técnica que ela não apreciava, e então recusou o benefício.
Ela também foi aprendiz de seu tio John Roddam Spencer Stanhope, que teve grande influência em seus trabalhos; a partir de 1875 ela o visitou muitas vezes em Florença, onde ele vivia e que lhe permitiu estudar os grandes artistas da Renascença, sendo grande apreciadora das obras de Botticelli. Isto a fez afastar-se do tipo de pintura com temas clássicos praticado na escola Slade, e criar seu próprio estilo; fez sua primeira exposição em 1877, na Grosvenor Gallery de Londres e continuou a exibir seus trabalhos. Evelyn foi a primeira mulher a se formar na Slade.
Isso influenciou-a a afastar-se dos temas clássicos favorecidas pela escola Slade e fazer seu próprio estilo. Ela exibido pela primeira vez em 1877 na galeria de Grosvenor em Londres e continuou a mostrar suas pinturas depois.
Em 1887 casou-se com o ceramista William De Morgan e passaram suas vidas na capital britânica; Evelyn, uma pacifista, expressou seu horror pela Primeira Guerra Mundial e pela guerra da África do Sul com quinze pinturas de guerra que incluem The Red Cross ("A Cruz Vermelha") e S.O.S..
Com relação ao sucesso como artista, o dinheiro não era importante - todos os lucros das vendas de suas pinturas eram revertidas para financiar a atividade ceramista de William, para a qual ela contribuiu ativamente com ideias para seus projetos.

## Morte
Dois anos após a morte do esposo, em 1917, ela morreu em Londres, em 2 de maio de 1919, aos 63 anos, e foi sepultada no Cemitério de Brookwood, no condado de Surrey, Inglaterra.

## Espiritismo anônimo
Muito embora as cartas e gravações deixadas por Evelyn De Morgan não referendem sua crença na reencarnação - tema bastante controverso na época - bem como sobre a comunicação com os espíritos, ela e o esposo fizeram publicar, anonimamente, um livro intitulado "The Result of an Experiment" (O Resultado de Um Experimento) em 1909, em que relatam seus experimentos com a escrita direta; os dois praticavam esse tipo de mediunidade pelo menos desde 1887, e o livro reporta muitas das mensagens que receberam ao longo desse tempo, com espíritos em variados graus de desenvolvimento; uma de suas pinturas em particular - "The Cadence of Autumn" (A cadência do outono) - reflete vários símbolos medievos, típicos dos pré-rafaelitas e simbolistas, e outros que sugerem a reencarnação.

## Trabalhos
- Eos (1895)
- Undiscovered Country
- Tobias and the Angel
- Dryad (1877)
- Night & Sleep (1878)
- Goddess of Blossoms & Flowers (1880
- Hope in a Prison of Despair (1887)
- The Storm Spirits (1900)
- Queen Eleanor & Fair Rosamund (1905)
- Port after Stormy Seas (1907)
- The worship of Mammon
- Helen of Troy (1898)
- The Love Potion (1903)
- Medea
- Earthbound
- Ariadne in Naxos
- The Hour-Glass
- The Prisoner (1907)
- The Gilded Cage (1919)
- Death of the Dragon (1914)
- The Red Cross (1916)
- Love's Passing (1883-1884)
- Deianera
- The Kingdom of Heaven Suffereth Violence

## Galeria

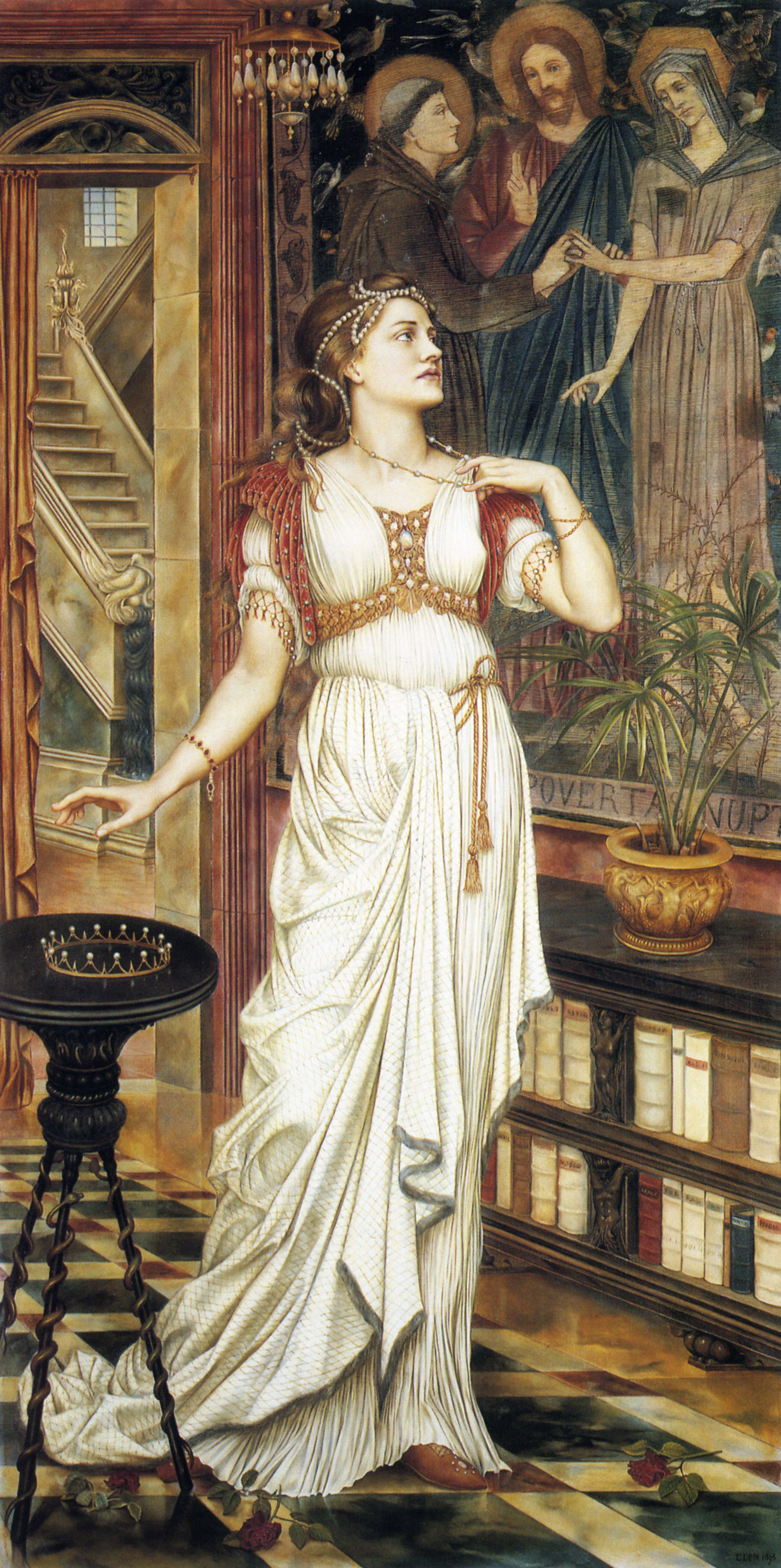
The Crown of Glory, cerca de 1896. Óleo sobre tela, 105,41 × 53,975 cm
Flora, 1894. Óleo sobre tela.
Helen of Troy, 1898. Óleo sobre tela.
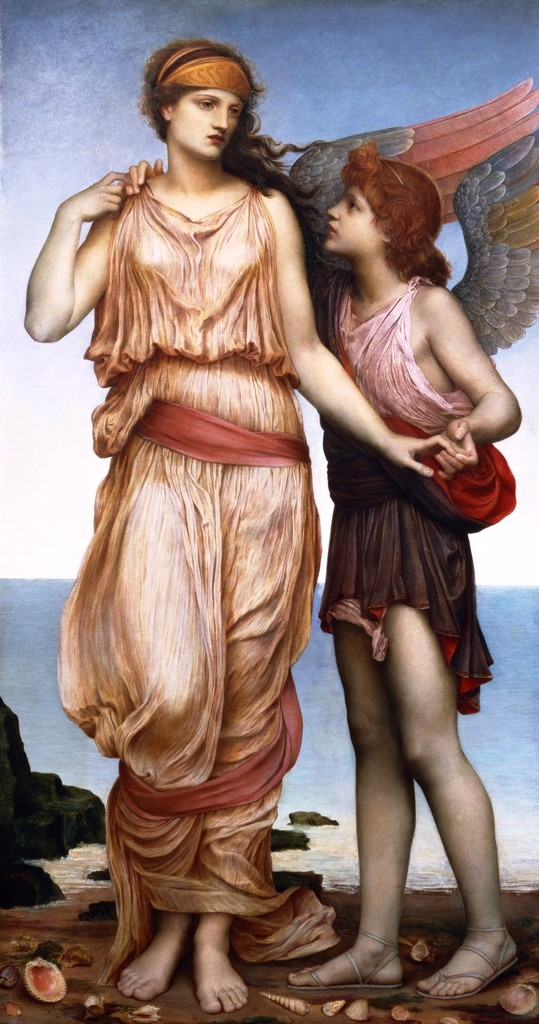
Venus and Cupid, 1878. Óleo sobre tela, 152,5 × 94,4 cm
Cassandra, 1898 (?). Óleo sobre tela.
Cadmus e Harmonia, 1877. Óleo sobre tela.
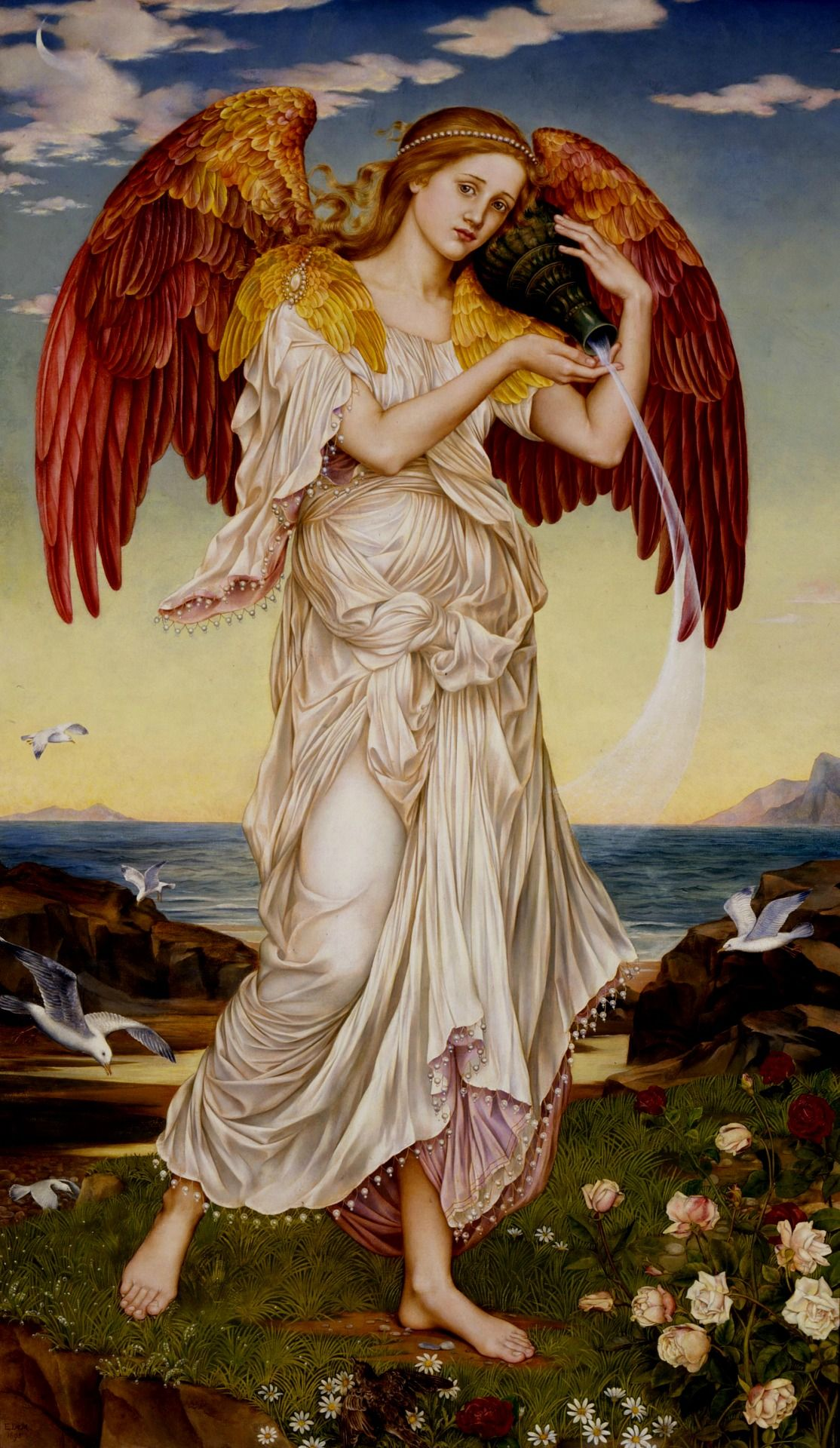
Eos, 1895. Óleo sobre tela.
The Love Potion, 1903. Óleo sobre tela.
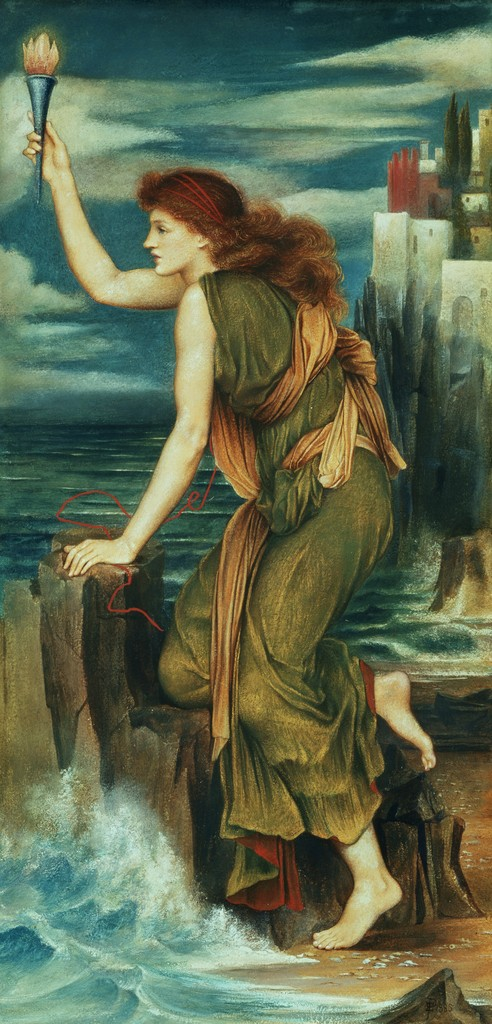
Hero Holding the Beacon for Leander, 1885. Óleo sobre tela.
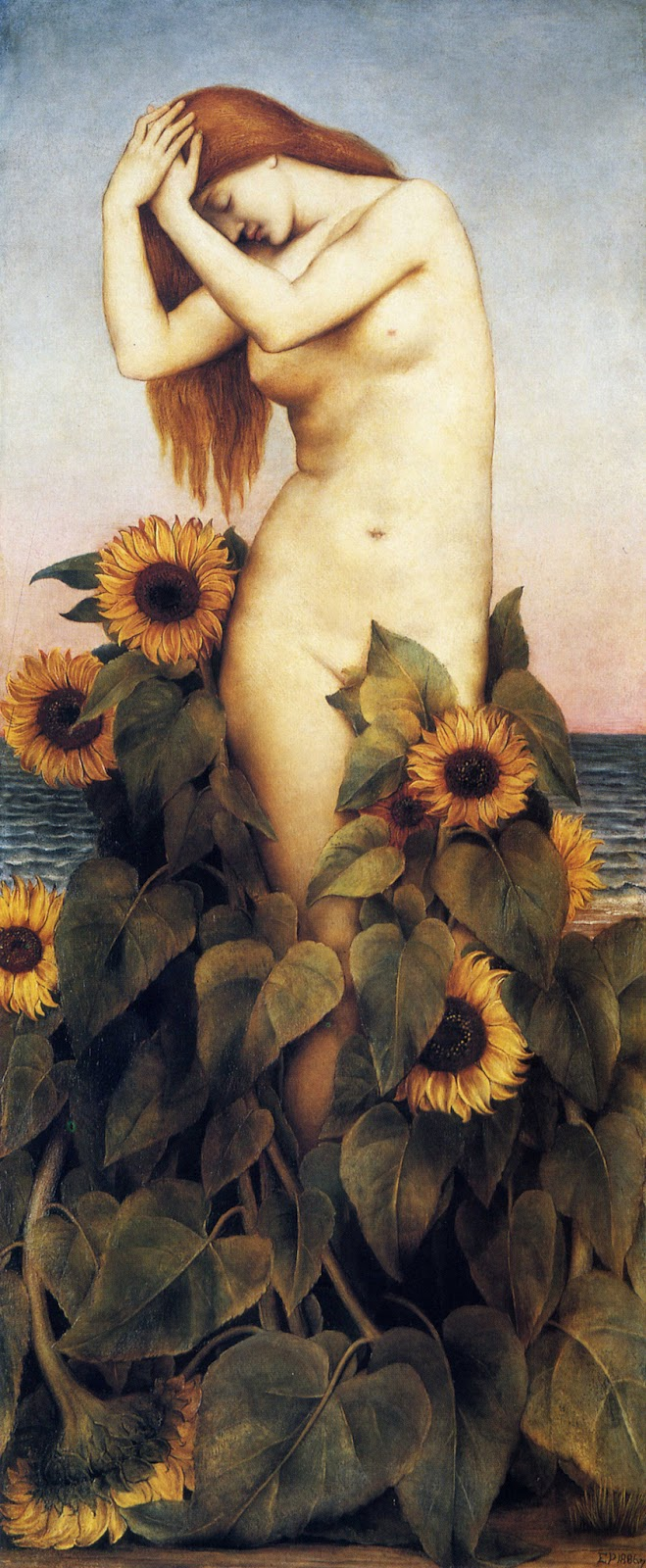
Clitia, 1887. Óleo sobre tela.
Sleep and Death, the Children of the Night, 1883. Óleo sobre tela.
S.O.S. (1914-1916). Óleo sobre tela, 74 × 47 cm